# It's

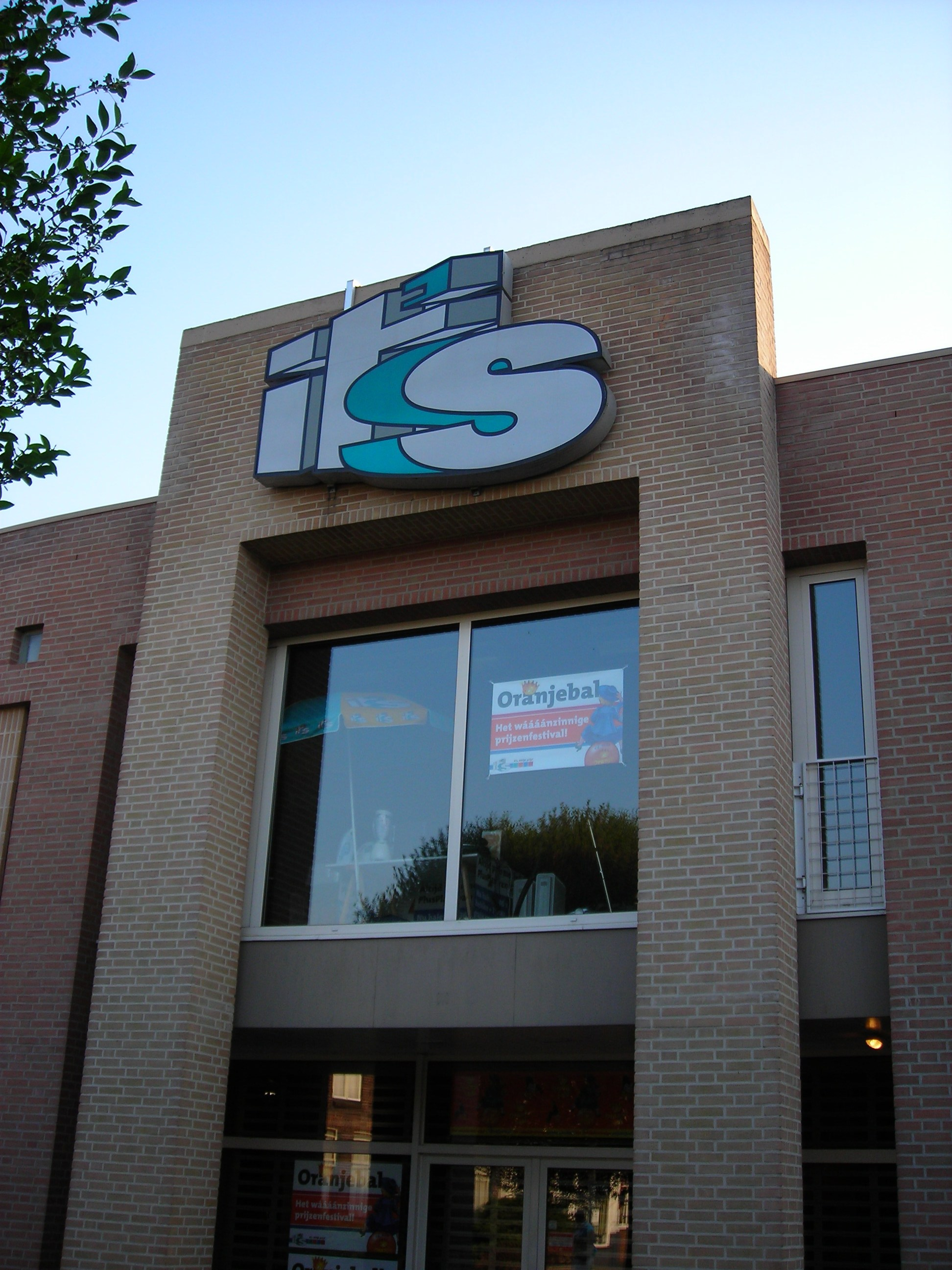
Een filiaal van It's in Boxmeer

It's Electronics was een Nederlandse winkelketen die zich richtte op de verkoop van consumentenelektronica en daarnaast op het leveren van elektronica aan de zakelijke markt. De keten, die in 2011 onderdeel was van IMpact Retail, had toen ruim 1500 werknemers verdeeld over 100 filialen en het in Tilburg gevestigde hoofdkantoor.

## Geschiedenis
In 1904 begon Van Boxtel met het repareren van kachels en gashaarden. In 1910 werd de eerste winkel geopend, die zich vooral richtte op de verkoop van lampen. Het familiebedrijf groeide en het assortiment werd uitgebreid met radio's in de jaren 20 en 30 en televisieapparatuur in de jaren 50. Witgoed en kleine huishoudelijke apparatuur werd aan huis gedemonstreerd; wasmachines en stofzuigers werden door de medewerkers van deur tot deur verkocht en ter plekke geplaatst. Daardoor werd Van Boxtel een bekende elektrozaak in Noord-Brabant.
In 1992 fuseerde Van Boxtel met andere regionale elektroketens als Turksma, Kok en Wastora onder de naam It’s Electric. Tegelijkertijd vond in de regio Rotterdam en Den Haag een vergelijkbare fusie plaats toen Radio Modern, Electro Jacobs, Guco, Rovato, Heijmans, Elektrorama en Valkenberg fuseerden tot Modern Electronics.
In 2000 waren beide concerns onderdeel van Vendex KBB en werden hun logistiek en administratie geïntegreerd ondergebracht in Tilburg. In januari 2005 werd het bedrijf verzelfstandigd als IMpact Retail en gingen alle winkels verder onder de naam It’s. De merknaam Modern werd nog enige tijd gebruikt voor een webwinkel. Daar kwam in 2016 een einde aan door een faillissement.

## Surseance van betaling
IMpact Retail, het moederbedrijf van elektronicawinkels It's Electronics, Modern.nl en Prijstopper, vroeg in januari 2011 surseance van betaling aan. Alle filialen werden per direct gesloten.

## Doorstart
In maart 2011 werden negen winkels overgenomen door Mikro-Electro, een regionale keten in Zuidwest Nederland en heropend onder de naam It's Electronics. In 2015 waren er daarvan nog twee in bedrijf, gevestigd in Hellevoetsluis en Sliedrecht. Deze zaken werden in dat jaar omgebouwd naar de BCC-formule.